# Astérix e Obélix: Ao Serviço de Sua Majestade
Astérix e Obélix: Ao Serviço de Sua Majestade (em francês:  Astérix & Obélix: Au service de Sa Majesté) (em inglês:  Asterix and Obelix: God Save Britannia) é um filme de comédia húngaro-hispano-ítalo-francês de 2012, dirigido e co-escrito por Laurent Tirard (Le Petit Nicolas). É a quarta adaptação cinematográfica das aventuras de Asterix. O roteiro, baseado nos livros Asterix entre os Bretões e Astérix e os Normandos, conta a viagem da dupla de amigos à Bretanha com o objetivo de ajudar a vila local a resistir ao exército romano de Júlio César. O filme é adaptado para 3D e teve sua estreia mundial em setembro de 2012 (o lançamento em DVD ocorreu em fevereiro de 2013).

## Sinopse
50 anos A.C.! Após Gália, Egito e Hispânia, o imperador Júlio César planeja levar o nome de Roma a aquela ilha chamada de Bretanha. O povo bretão em Londínio (atual Londres) resiste bravamente, mas vai enfraquecendo. A rainha local Cordélia ordena então que seu oficial e servo mais fiel Jolitorax procure ajuda imediatamente.  Jolitorax parte para a Gália, para encontrar o povo com grande fama de resistir aos romanos graças à sua poção mágica que os torna invencíveis. Ao chegar lá é recebido pelo chefe Abracoucirx que escolta os intrépidos amigos Asterix e Obelix para ir com Jolitorax até a Bretanha, protegendo um barril com enorme quantidade de poção dentro. Desta vez ao invés do cãozinho Ideiafix, quem acompanhará os amigos na viagem será o imaturo Calhambix (no original Goudurix), o jovem sobrinho de Abracoucirx, que só pensa em música e mulheres e que Asterix e Obelix tem a difícil missão de transformar em homem.
Ao longo da viagem, eles terão de enfrentar além da ira de César e o exército romano, o sanguinário povo normando. Conhecerão um novo amigo chamado Pindépis (que carrega sempre consigo uma planta chamada "chá)" e, enquanto Asterix está a procura de um novo amor, Obelix se apaixonará pela rigida governanta Senhorita Macintosh, e Calhambix pela belíssima jovem Ophelia, noiva de Jolitorax.

## Elenco
- Édouard Baer - Asterix
- Gérard Depardieu - Obélix
- Guillaume Gallienne - Jolitorax
- Vincent Lacoste - Calhambix
- Catherine Deneuve - Cordélia, a Rainha da  Bretanha
- Valérie Lemercier - Senhorita Macintosh
- Charlotte Le Bon - Ophelia
- Fabrice Luchini - Júlio César
- Dany Boon - Tetedepiaf
- Bouli Lanners - Grossebaf
- Atmen Kelif -   Pindépis
- Niccolò Senni - Megacursus
- Jean Rochefort - Senador Lucius Fouinus
- László Baranyi - Panoramix
- Michel Duchaussoy - Abraracourcix
- Tristán Ulloa - Ave Claudius Lapsus
- Gérard Jugnot - Barba Ruiva (O chefe dos piratas)
- Götz Otto - Yadutaf
- BB Brunes - Banda bretã
- Bruno Paviot - Relax
- Javivi - Carrasco
- István Göz - Árbitro Druida
- Alban Casterman - Sentinela Inglês 1
- Alban Casterman - Sentinela Inglês 2
- Jacques Herlin - Velho Pirata
- Michel Crémadès - Facederax, o ladrão de carroças
- Yves Jacques - O Psiqüiatra de César
- Gilian Petrovski - O Biógrafo de César
- Dolores Chaplin - Bretã no bar da pousada
- Zoltán Koppány - Dono do taverna 'O Javali Alegre

## Produção

### Troca de atores
Inicialmente, Gérard Depardieu e Clovis Cornillac não iam poder participar deste quarto filme. A partir daí, vários atores foram considerados para o papel de Obelix, incluindo Kad Merad, Dany Boon, François-Xavier Demaison e Jean Reno. Boon era o favorito para o papel, mas recusou. Posteriormente, Depardieu aceitou re-interpretar o personagem, enquanto Boon ficou com o papel do guerreiro normando Tetedepiaf.
Dois atores foram, inicialmente, considerados para o papel de Asterix: Franck Dubosc e Lorànt Deutsch. O escolhido foi Édouard Baer, que já havia aparecido em Astérix e Obélix: Missão Cleópatra no papel do escrivão Otis. Ele é o terceiro ator a desempenhar o papel de Asterix depois de Christian Clavier nos primeiros dois filmes e Clovis Cornillac no terceiro. Fabrice Luchini é o quarto ator a interpretar Júlio César, depois de Alain Delon, Gottfried John e Alain Chabat. Michel Duchaussoy, por sua vez, assume o papel de Abraracourcix, papel que havia sido interpretado nos filmes anteriores por  Michel Galabru Éric Thomas, respectivamente. Por sua vez, Gérard Jugnot substitui Bernard Farcy no papel do pirata Barba Ruiva, que apareceu em Missão Cleópatra.
O personagem Panoramix (apesar de ser mencionado) está ausente neste filme.

### Locações
O filme teve cenas gravadas na Hungria (Pannonia Film Studio, Budapeste), na Irlanda (Cliffs of Moher, Wicklow, Condado de Wicklow, Drogheda, Brittas Bay), em Malta, (Kalkara - Mediterranean Film Studios), e em Quebec.

## Recepção
Na França, o filme obtém uma avaliação média de 3,2 ⁄ 5 no site Allociné, que lista 27 títulos de imprensa.
A recepção desta quarta filme é melhor que a do filme anterior. Assim, alguns críticos reconhecem a qualidade do humor, do roteiro e dos diálogos, dos atores (particularmente Édouard Baer e Gérard Depardieu) e das atrizes (Catherine Deneuve e Valérie Lemercier), e pelo uso do 3D. Por outro lado, outros acham o filme muito inteligente.
Um dos criadores de Asterix, Albert Uderzo, disse ter ficado encantado com o fato do filme dar a Asterix e Obelix os papéis principais, enquanto eles eram co-protagonistas no filme anterior.